# Roosevelt Stadium
 (mars 2025).
Le Roosevelt Stadium est un ancien stade de baseball, d'une capacité de 24 000 places, situé à Jersey City, dans l'État du New Jersey, aux États-Unis.

## Histoire
Il a notamment été de 1937 à 1950 le domicile des Giants de Jersey City, équipe de baseball mineur, de niveau AA puis AAA, affiliée aux Giants de New York et évoluant en Ligue internationale.
C'est au Roosevelt Stadium que la discrimination raciale en vigueur dans le baseball américain a été brisée ; c'est le 18 avril 1946, lors d'une partie opposant les Giants de  Jersey City aux Royaux de Montréal, que l'afro-américain Jackie Robinson y fait ses débuts.
Le stade tenait son nom du président des États-Unis Franklin Delano Roosevelt.